# Encyclopédie anarchiste

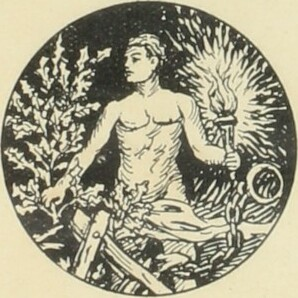
Ilustración del tomo 1 de la Encyclopédie anarchiste

La Encyclopédie anarchiste es el nombre de una enciclopedia, de tendencia anarquista, iniciada por Sébastien Faure entre 1925 y 1934, y publicada en 4 volúmenes. Existe una traducción al castellano, con contenido ampliado, publicada por el grupo Tierra y Libertad de México en dos volúmenes (en los años 1972 y 1984 respectivamente) bajo el título de Enciclopedia anarquista.
El proyecto inicial estaba formado por cinco partes:
1. Un diccionario anarquista.
2. La historia del pensamiento y de la acción anarquistas.
3. Las biografías de militantes y pensadores.
4. Las biografías de individualidades que hayan contribuido a la obra de la emancipación humana.
5. Un catálogo de libros y revistas anarquistas.

Sólo la primera parte, en cuatro volúmenes con un total de 2893 páginas, llegó a ser publicada, en 1934. Tuvo cientos de colaboradores.